# Федеріко Гаттоні
Федеріко Агустін Гаттоні (ісп. Federico Agustín Gattoni, нар. 16 лютого 1999, Буенос-Айрес, Аргентина) — аргентинський футболіст, центральний захисник іспанського клубу «Севілья». На умовах оренди грає за бельгійський «Андерлехт».

## Ігрова кар'єра

### Клубна
Перші кроки у футболі Федеріко Гаттоні робив у клубі «Чіабуко». Пізніше він підписав контракт з клубом «Сан-Лоренсо» у віці семи років. Через травми його дебют на дорослому рівні постійно відкладався. Першу гру в основі Федеріко провів у жовтні 2020 року у матчі на Кубок ліги проти «Аргентінос Хуніорс».
У липні 2023 року футболіст підписав контракт з іспанською «Севільєю». Першу гру у новій команді Гаттоні провів 11 серпня проти «Валенсії» у чемпіонаті Іспанії.

### Збірна
З 2018 року Федеріко Гаттоні виступає за юнацькі збірні Аргентини.

## Досягнення
Севілья
- Фіналіст Суперкубка УЄФА: 2023[5]